# Battaglia delle Termopili (1821)
La battaglia delle Termopili o battaglia di Alamana fu una delle prime battaglie della guerra d'indipendenza greca. Consumatasi nei pressi del fiume Alamana, vicino alle Termopili, si risolse con una schiacciante vittoria delle forze ottomane ai danni dei ribelli greci.
Omer Vrioni, comandante dell'esercito turco, avanzò con 8000 uomini dalla Tessaglia per stroncare la rivolta scoppiata nel Peloponneso.
Athanasios Diakos, Panourgias Panourgias e Yiannis Dyovouniotis con i loro 1500 uomini presero posizione sul ponte del fiume Alamana, nei pressi delle Termopili.

L'attacco turco costrinse le truppe di Panourgias e Dyovouniotis alla ritirata, lasciando quelle di Diakos da sole. Diakos e i suoi combatterono per qualche ora prima di essere sopraffatti.